# 鶏足城
鶏足城（けっそくじょう）は、愛知県豊田市にあった日本の城（山城）。

## 概要
標高440mの山に建てられた。比高差は70mである。

## 歴史
浅谷城と足助城との繋ぎの城といわれている。

## 所在地
愛知県豊田市山谷町（旧足助町山谷） 鶏足山